# Chen Qimei
Chen Qimei (Distretto di Wuxing, 17 gennaio 1878 – Shanghai, 18 maggio 1916) è stato un politico, attivista e rivoluzionario cinese, grande alleato di Sun Yat-sen e il primo mentore di Chiang Kai-shek.
Chen fu uno dei fondatori della Repubblica di Cina e lo zio di Chen Guofu e Chen Lifu.

## Biografia
Chen Qimei nacque nel distretto di Wuxing, nello Zhejiang, nell'allora Impero Qing, nel 1878. Si trasferì in Giappone per studi nel 1906 e qui si unì al Tongmenghui cinese, il movimento rivoluzionario repubblicano e democratico fondato da Sun Yat-sen, esule in terra nipponica. Chen si amicò il giovane Chiang Kai-shek, anche lui nativo dello Zhejiang, nel 1908, e lo introdusse al Tongmenghui.
Nel 1911, dopo la rivolta di Wuchang che fece scoppiare la rivoluzione Xinhai contro la monarchia Qing, le forze di Chen occuparono Shanghai. Qui fu nominato governatore militare della regione dal nascente governo repubblicano. Tuttavia fu costretto a fuggire in Giappone con Sun Yat-sen dopo il fallimento della "Seconda Rivoluzione" del 1913 contro la dittatura del generale Yuan Shikai, il quale aveva accentrato il potere repubblicano su di sé. In risposta i due fondarono prontamente il Partito Rivoluzionario Cinese, che sarebbe diventato in seguito il Kuomintang, il Partito Nazionalista Cinese. Chen tornò in Cina per partecipare alla guerra di protezione nazionale, guerra portata avanti dai signori della guerra regionali contro Yuan Shikai, che nel frattempo si era proclamato imperatore, ma qui fu assassinato per ordine di Yuan il 18 maggio 1916 a Shanghai. Si ritiene che l'omicidio sia stato eseguito da Zhang Zongchang, un generale leale a Yuan.

## Eredità
Chen Qimei è percepito come uno dei primi eroi rivoluzionari cinesi e uno dei padri fondatori della Repubblica di Cina. Egli fu anche il più vecchio membro di quella che fu chiamata in seguito Famiglia Chen, una delle quattro più potenti e influenti famiglie di quel tempo. L'università che in origine aveva preso il suo nome è stata divisa tra le odierne Università Fudan e Università dello Zhejiang dopo la fine della guerra civile cinese. Un monumento in suo onore si trova a Huzhou, nello Zhejiang.